# لس آنجلس داجرز

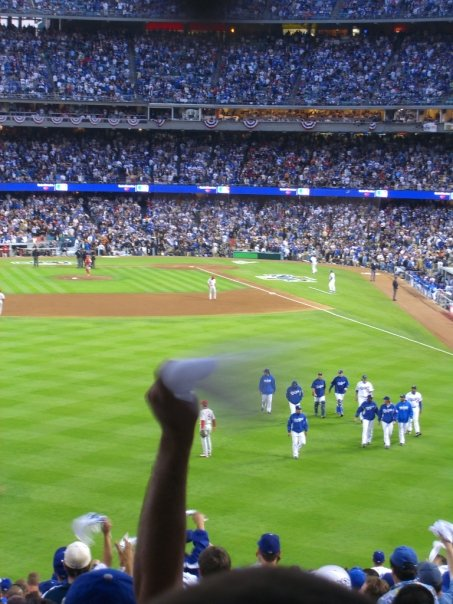

لس آنجلس داجرز (به انگلیسی: Los Angeles Dodgers) یک تیم حرفه‌ای بیسبال مستقر در شهر لس آنجلس است.
این تیم در ۱۸۸۳(میلادی) تأسیس شده و تاکنون شش با مقام قهرمانی لیگ برتر بیسبال آمریکا (سری جهانی) را به دست آورده‌است.

## نگارخانه
